# Административно-территориальное деление Пронского района

Пронский район на карте Рязанской области

Пронский район в рамках административно-территориального устройства включает 1 город районного значения, 1 посёлок городского типа и 6 сельских округов.
В рамках организации местного самоуправления, муниципальный район делится на 8 муниципальных образований, в том числе 2 городских и 6 сельских поселений:
- Пронское городское поселение (пгт Пронск)
- Новомичуринское городское поселение (г. Новомичуринск)
- Малинищинское сельское поселение (с. Малинищи)
- Мамоновское сельское поселение (д. Мамоново)
- Октябрьское сельское поселение (с. Октябрьское)
- Орловское сельское поселение (п. Орловский)
- Погореловское сельское поселение (п. Погореловский)
- Тырновское сельское поселение (с. Тырново).

Город и посёлок городского типа соответствуют городским поселениям, сельский округ — сельскому поселению.

## Формирование муниципальных образований
В результате муниципальной реформы к 2006 году на территории 12 сельских округов было образовано 6 сельских поселений.
| Административно-территориальная единица | Населённый пункт      | Муниципальное образование           |
| --------------------------------------- | --------------------- | ----------------------------------- |
| Малинищинский сельский округ            | Бучалы                | Малинищинское сельское поселение    |
| Малинищинский сельский округ            | Гремяки               | Малинищинское сельское поселение    |
| Малинищинский сельский округ            | Добрая Слобода        | Малинищинское сельское поселение    |
| Малинищинский сельский округ            | Карповское            | Малинищинское сельское поселение    |
| Малинищинский сельский округ            | Малинищи              | Малинищинское сельское поселение    |
| Малинищинский сельский округ            | Марфина Слобода       | Малинищинское сельское поселение    |
| Мамоновский сельский округ              | Биркиновка            | Мамоновское сельское поселение      |
| Мамоновский сельский округ              | Бриницы               | Мамоновское сельское поселение      |
| Мамоновский сельский округ              | Булычево              | Мамоновское сельское поселение      |
| Мамоновский сельский округ              | Возрожденье           | Мамоновское сельское поселение      |
| Мамоновский сельский округ              | Воронки               | Мамоновское сельское поселение      |
| Мамоновский сельский округ              | Вязовка               | Мамоновское сельское поселение      |
| Мамоновский сельский округ              | Кошелево              | Мамоновское сельское поселение      |
| Мамоновский сельский округ              | Красный Колодец       | Мамоновское сельское поселение      |
| Мамоновский сельский округ              | Мамоново              | Мамоновское сельское поселение      |
| Мамоновский сельский округ              | Мичуровка             | Мамоновское сельское поселение      |
| Мамоновский сельский округ              | Роскино               | Мамоновское сельское поселение      |
| Мамоновский сельский округ              | Синь                  | Мамоновское сельское поселение      |
| Мамоновский сельский округ              | Юмашево               | Мамоновское сельское поселение      |
|                                         | Новомичуринск         | Новомичуринское городское поселение |
| Октябрьский сельский округ              | Горохово              | Октябрьское сельское поселение      |
| Октябрьский сельский округ              | Октябрьское           | Октябрьское сельское поселение      |
| Октябрьский сельский округ              | Телятники             | Октябрьское сельское поселение      |
| Семенский сельский округ                | Восточный             | Октябрьское сельское поселение      |
| Семенский сельский округ                | Семенск               | Октябрьское сельское поселение      |
| Берёзовский сельский округ              | Антипино              | Орловское сельское поселение        |
| Берёзовский сельский округ              | Берёзово              | Орловское сельское поселение        |
| Берёзовский сельский округ              | Гремучий              | Орловское сельское поселение        |
| Берёзовский сельский округ              | Дурышкино             | Орловское сельское поселение        |
| Берёзовский сельский округ              | Кареево               | Орловское сельское поселение        |
| Берёзовский сельский округ              | Молодки               | Орловское сельское поселение        |
| Берёзовский сельский округ              | Пахомово              | Орловское сельское поселение        |
| Берёзовский сельский округ              | Яблонево              | Орловское сельское поселение        |
| Орловский сельский округ                | Давыдово              | Орловское сельское поселение        |
| Орловский сельский округ                | Орловский             | Орловское сельское поселение        |
| Орловский сельский округ                | Плоское               | Орловское сельское поселение        |
| Орловский сельский округ                | Руднево               | Орловское сельское поселение        |
| Большесельский сельский округ           | Большое Село          | Погореловское сельское поселение    |
| Большесельский сельский округ           | Верхнее Салыково      | Погореловское сельское поселение    |
| Большесельский сельский округ           | Мосток                | Погореловское сельское поселение    |
| Большесельский сельский округ           | Ржавск                | Погореловское сельское поселение    |
| Большесельский сельский округ           | Скучаловка            | Погореловское сельское поселение    |
| Большесельский сельский округ           | Хохлаво               | Погореловское сельское поселение    |
| Кисьвянский сельский округ              | Денисово              | Погореловское сельское поселение    |
| Кисьвянский сельский округ              | Кисьва                | Погореловское сельское поселение    |
| Кисьвянский сельский округ              | Панкино               | Погореловское сельское поселение    |
| Маклаковский сельский округ             | Бакланово             | Погореловское сельское поселение    |
| Маклаковский сельский округ             | Дубовое               | Погореловское сельское поселение    |
| Маклаковский сельский округ             | Ивашково              | Погореловское сельское поселение    |
| Маклаковский сельский округ             | Маклаково             | Погореловское сельское поселение    |
| Погореловский сельский округ            | Береговая Погореловка | Погореловское сельское поселение    |
| Погореловский сельский округ            | Гниломедово           | Погореловское сельское поселение    |
| Погореловский сельский округ            | Елизаветино           | Погореловское сельское поселение    |
| Погореловский сельский округ            | Ланинка               | Погореловское сельское поселение    |
| Погореловский сельский округ            | Петровка              | Погореловское сельское поселение    |
| Погореловский сельский округ            | Погореловский         | Погореловское сельское поселение    |
| Погореловский сельский округ            | Студенец              | Погореловское сельское поселение    |
| Погореловский сельский округ            | Терновая Погореловка  | Погореловское сельское поселение    |
|                                         | Пронск                | Пронское городское поселение        |
| Альютовский сельский округ              | Альютово              | Тырновское сельское поселение       |
| Альютовский сельский округ              | Болотово              | Тырновское сельское поселение       |
| Альютовский сельский округ              | Елшино                | Тырновское сельское поселение       |
| Альютовский сельский округ              | Красное               | Тырновское сельское поселение       |
| Альютовский сельский округ              | Новики                | Тырновское сельское поселение       |
| Альютовский сельский округ              | Озерки                | Тырновское сельское поселение       |
| Альютовский сельский округ              | Филимоново            | Тырновское сельское поселение       |
| Тырновский сельский округ               | Абакумово             | Тырновское сельское поселение       |
| Тырновский сельский округ               | Воскресенка           | Тырновское сельское поселение       |
| Тырновский сельский округ               | Выропаево             | Тырновское сельское поселение       |
| Тырновский сельский округ               | Гагино                | Тырновское сельское поселение       |
| Тырновский сельский округ               | Кулаково              | Тырновское сельское поселение       |
| Тырновский сельский округ               | Поповка               | Тырновское сельское поселение       |
| Тырновский сельский округ               | Последово             | Тырновское сельское поселение       |
| Тырновский сельский округ               | Последовский Хутор    | Тырновское сельское поселение       |
| Тырновский сельский округ               | Тырново               | Тырновское сельское поселение       |
| Тырновский сельский округ               | Чулково               | Тырновское сельское поселение       |